# Anavinemina molybra
Anavinemina molybra là một loài bướm đêm trong họ Geometridae.